# Хэчжэн
Хэчжэ́н (кит. упр. 和政, пиньинь Hézhèng) — уезд Линься-Хуэйского автономного округа провинции Ганьсу (КНР).

## История
При империи Ранняя Лян в этих местах был создан уезд Цзиньцзянь (金剑县).
При империи Сун в 1105 году был образован уезд Нинхэ (宁河县).
При империи Мин в 1531 году в этих местах была создана станция конной почты Хэчжэн (和政驿).
В 1929 году из смежных частей территорий уездов Линьтао и Линься был образован уезд Хэчжэн.
В 1949 году был образован Специальный район Линься (临夏专区), и уезд вошёл в его состав. 19 ноября 1956 года Специальный район Линься был преобразован в Линься-Хуэйский автономный район. В 1958 году уезды Гуанхэ и Канлэ были присоединены к уезду Хэчжэн, но в 1961 году были воссозданы.

## Административное деление
Уезд делится на 6 посёлков, 6 волостей и 1 национальную волость.